# Le Réflexe de survie
Le Réflexe de survie est une bande dessinée d'Étienne Davodeau publiée en 1998 par Delcourt.
Mêlant chronique sociale et intrigue policière, cet album témoigne selon Nicolas Pothier de Bodoï du « sens aigu de la narration » de son auteur.

## Distinction
- 1998 : Prix Nouvelle République

## Éditions
- Le Réflexe de survie, Delcourt, coll. « Sang Froid » 1998  (ISBN 2-84055-215-9).
- Le Réflexe de survie, Delcourt, 2014  (ISBN 978-2-7560-6723-0).

### Documentation
- A. Perroud, « Le réflexe de survie », sur BD Gest, 14 novembre 2014.
- Nicolas Pothier, « Bon Réflexe », BoDoï, no 12,‎ octobre 1998, p. 8.